# SaGa
SaGa (サガ) är en serie science fantasy-rollspel av Square Enix. Serien uppstod på Game Boy 1989 som skapandet av Akitoshi Kawazu som jobbade för Square. Den har sedan dess fortsatt på flera plattformar, från Super NES till PlayStation 2. Serien är känd för sin betoning på en öppen världsutforskning, icke-linjära förgreningar och ibland okonventionellt spelupplägg. Detta skiljer spelen från de flesta av Squares andra spelserier.

## Spel
| Titel                         | År   | Plattform                                                                                                  |
| ----------------------------- | ---- | --- |
| The Final Fantasy Legend      | 1989 | Game Boy, Wonderswan Color, Nintendo Switch, Android, iOS, Microsoft Windows                               |
| Final Fantasy Legend II       | 1990 | Game Boy, Nintendo DS, Nintendo Switch, Android, iOS, Microsoft Windows                                    |
| Final Fantasy Legend III      | 1991 | Game Boy, Nintendo DS, Nintendo Switch, Android, iOS, Microsoft Windows                                    |
| Romancing SaGa                | 1992 | Super Famicom                                                                                              |
| Romancing SaGa 2              | 1993 | Super Famicom, Android, iOS, Playstation Vita, Nintendo Switch, Playstation 4, Microsoft Windows, Xbox One |
| Romancing SaGa 3              | 1995 | Super Famicom, Android, iOS, Playstation Vita, Nintendo Switch, Playstation 4, Microsoft Windows, Xbox One |
| SaGa Frontier                 | 1997 | Playstation, Android, iOS, Nintendo Switch, Playstation 4, Microsoft Windows                               |
| SaGa Frontier 2               | 1999 | Playstation                                                                                                |
| Unlimited SaGa                | 2002 | Playstation 2                                                                                              |
| Romancing SaGa: Minstrel Song | 2005 | Playstation 2, Android, iOS, Nintendo Switch, Playstation 4, Playstation 5, Microsoft Windows              |
| Emperors SaGa                 | 2012 | GREE, Mobage, NTT DoCoMo                                                                                   |
| Imperial SaGa                 | 2015 | Webbläsare                                                                                                 |
| SaGa: Scarlet Grace           | 2016 | Playstation Vita, Android, iOS, Nintendo Switch, Playstation 4, Microsoft Windows                          |
| Romancing SaGa Re;UniverSe    | 2018 | Android, iOS                                                                                               |
| SaGa: Emerald Beyond          | 2024 | Android, iOS, Nintendo Switch, Playstation 4, Playstation 5, Microsoft Windows                             |